# ガレリア竹町

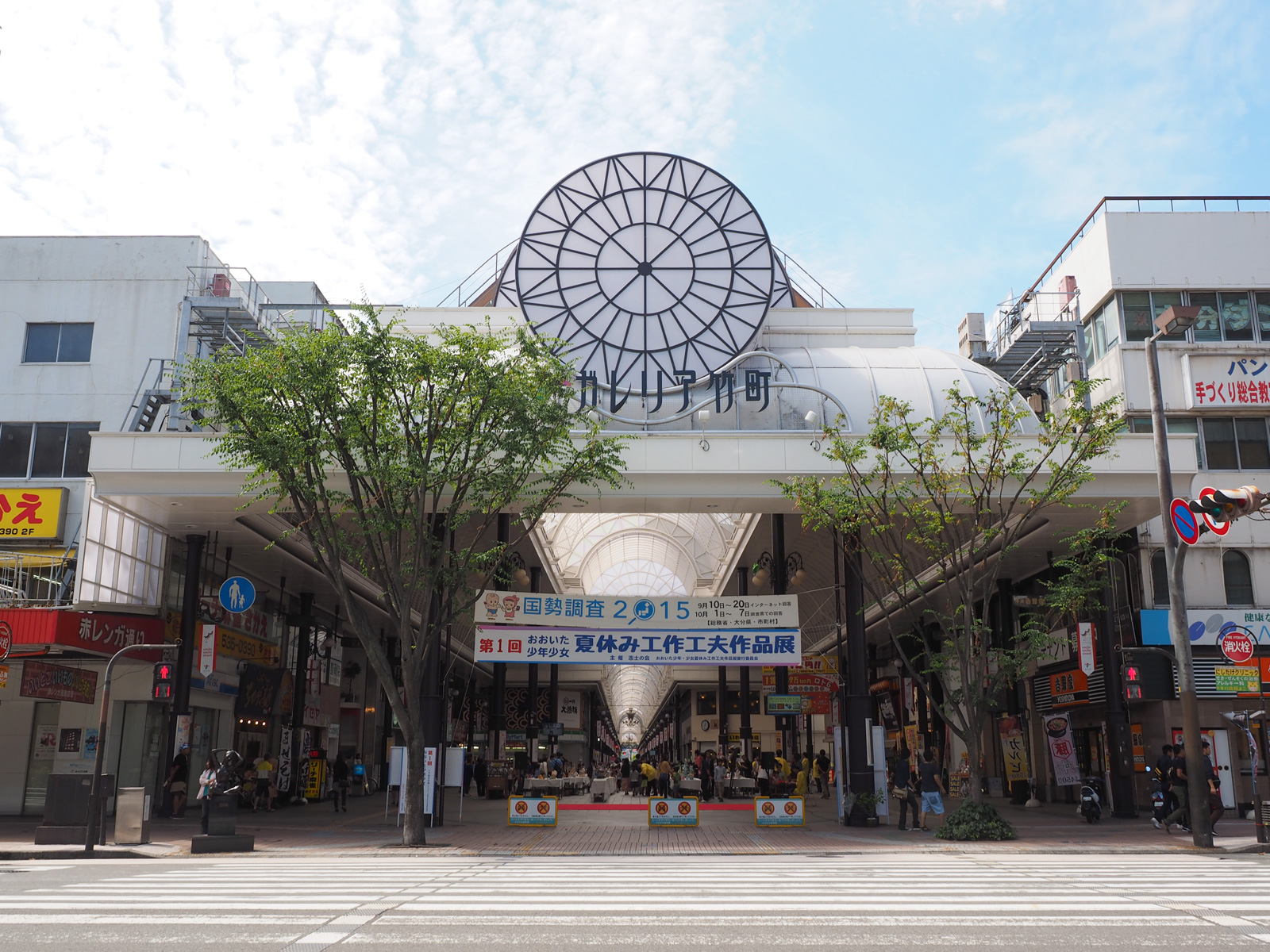
中央通り側入口

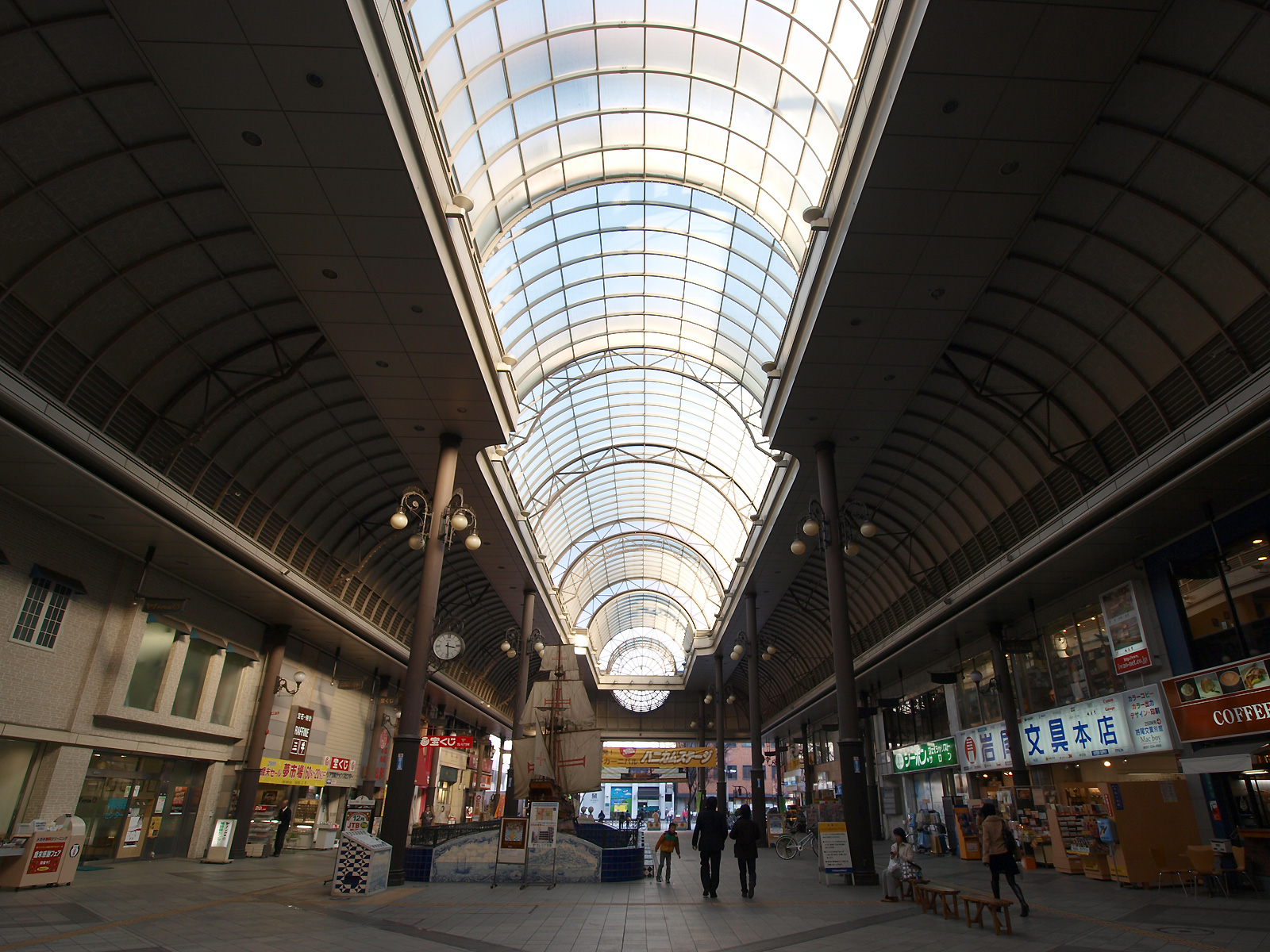
ドーム広場

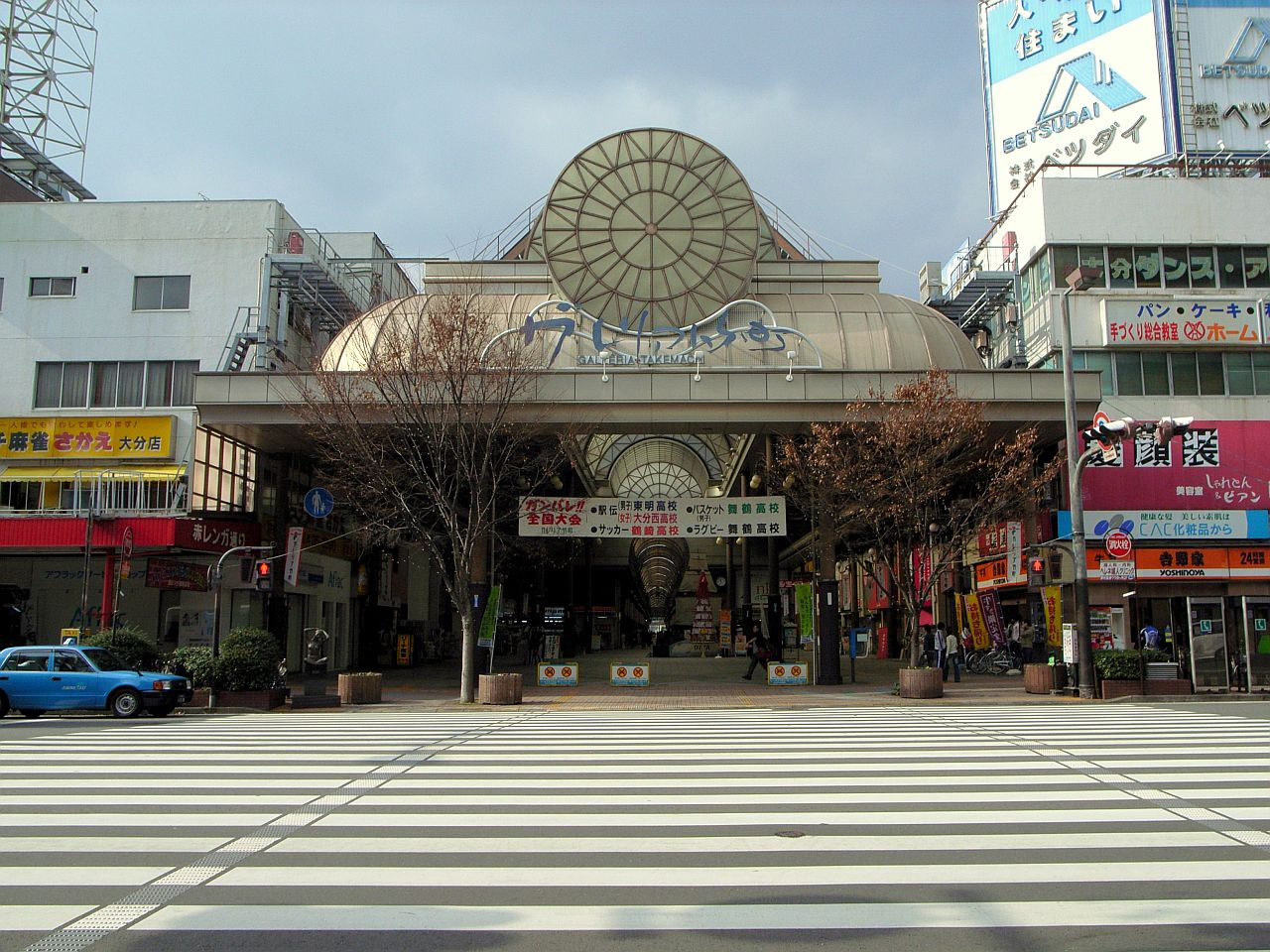
2014年の改修前の中央通り側入口（2007年12月）

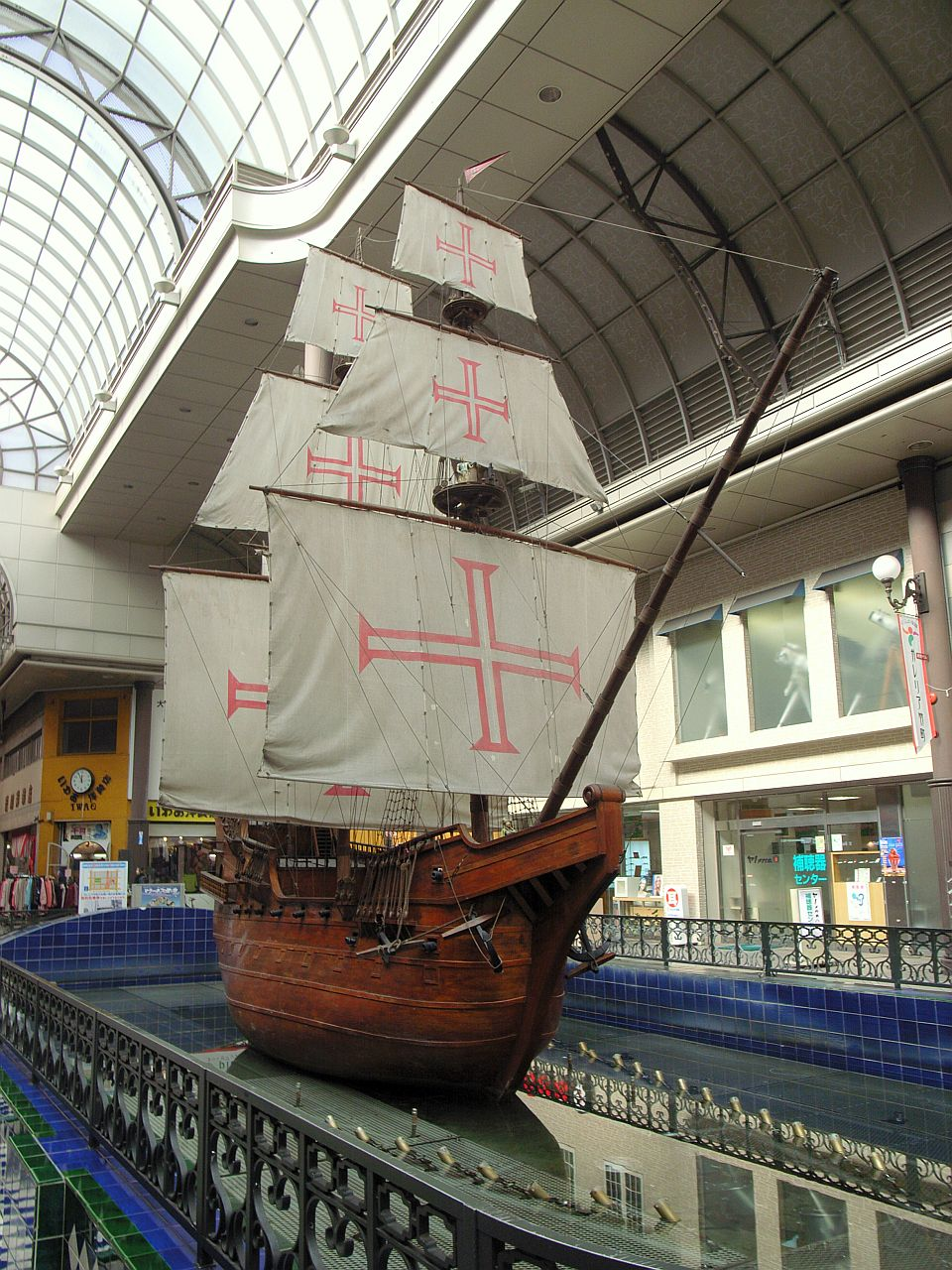
ポルトガル帆船のモニュメント（2015年に撤去）

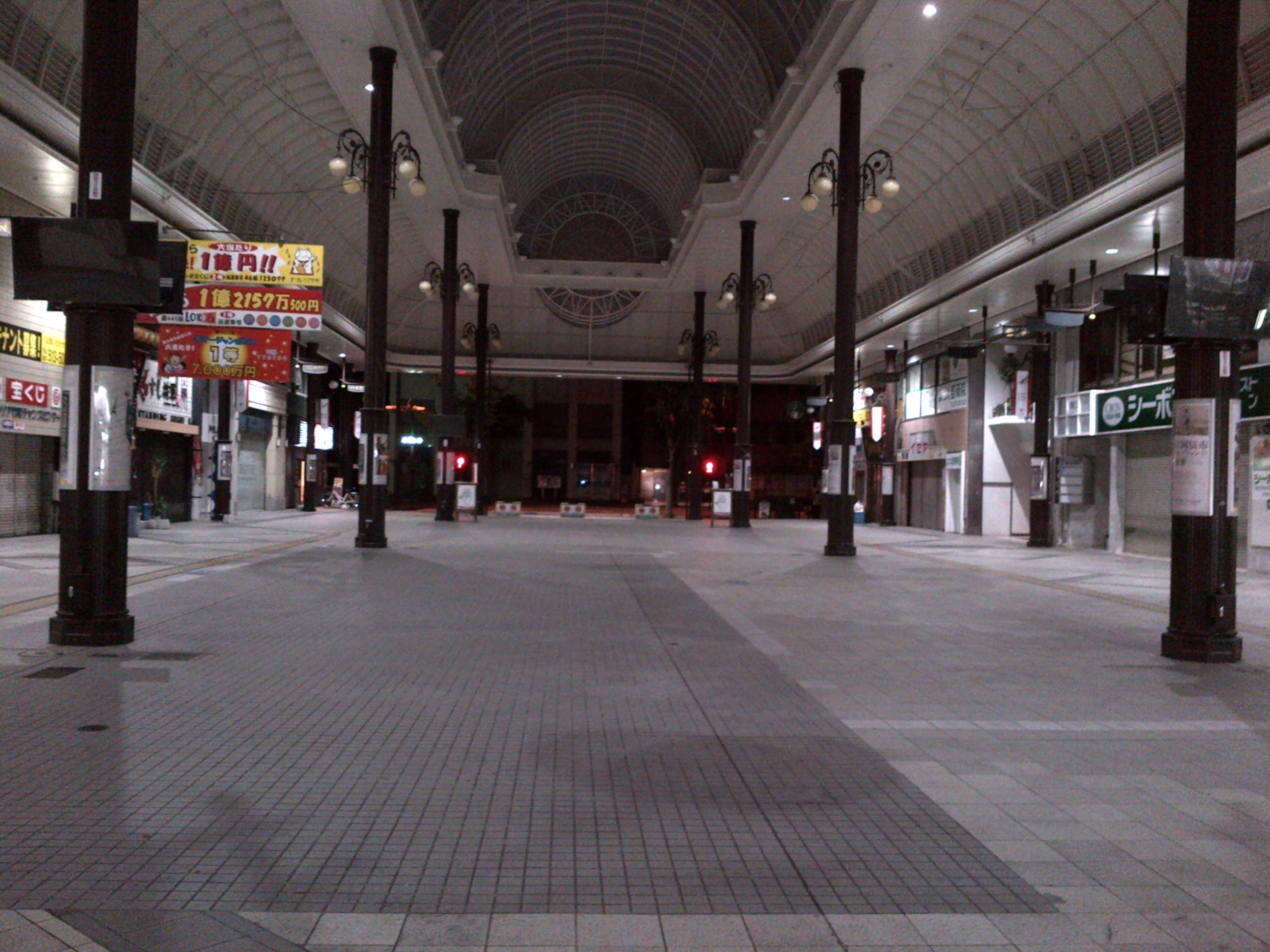
ドーム広場 ポルトガル帆船 撤去後

ガレリア竹町（ガレリアたけまち）は、大分県大分市中心部の中央町にあるアーケード商店街である。

## 概要
2004年（平成16年）に百周年を迎えた大分県で最も古い商店街である。「ガレリア」は、イタリア語で「屋根付き商店街」を意味する。

### 場所
大分市中心街を南北に走る目抜き通りの中央通りから、西に延びてOASISひろば21に至る延長349mの商店街である（Google マップ）。途中で南北に延びる商店街のセントポルタ中央町と交差する。
なお、竹町通り自体は、OASISひろば21からさらに西に延びて、大分市王子新町の大分大学教育福祉科学部附属中学校にまで至る通りであり、大分駅の高架化前には東春日町の竹町通りと日豊本線とが交差する箇所に竹町通り踏切が存在していた（高架化に伴い、2012年（平成24年）7月に撤去）。

### 構造
中央通り側入口からセントポルタ中央町との交差点までの部分は広場になっており、この部分に架かるアーケードは、高さ18m、幅24mで、断面積は日本最大。ガレリア竹町とセントポルタ中央町との交差部には開閉式ドームが設けられており、この広場はこれにちなんでドーム広場と呼ばれる。
広場には、1994年（平成6年）にポルトガル帆船のモニュメントが設置されていた。このモニュメントは上下に揺れる仕掛けを備えていたが後に故障し、2015年（平成27年）に老朽化及びドーム広場の有効利用のために撤去された。撤去後の帆船は、2017年（平成29年）に大分県由布市の博物館岩下コレクションに譲渡された。
ガレリア竹町とOASISひろば21の間の歩道には、2015年（平成27年）3月30日にシェルターが完成し、雨天でもぬれずにOASISひろば21まで通行できるようになった。

## 歴史
- 1905年（明治38年） - 竹町通りの商店による商店会竹町尚栄会が設立された[10]。
- 1929年（昭和4年） - 大分県で初めてのアスファルト舗装が施された。
- 1934年（昭和9年）10月 - 大分県初の百貨店である一丸デパートが開店。
- 1945年（昭和20年）7月 - 大分空襲により全焼。
- 1953年（昭和28年） - 初代アーケード及びカラー舗装が完成[11][12]。
- 1993年（平成5年） - 日本・ポルトガル友好450周年を記念し、全長約8mのポルトガル帆船のモニュメントが設置された。
- 1994年（平成6年） - 開閉式ドームを備える新アーケードや磁器タイル貼りのカラー舗装が完成。これに合わせて名称を竹町通商店街からガレリア竹町に改めた。
- 2014年（平成26年） - アーケード天井を改修するとともに、LED照明を採用。
- 2015年（平成27年）
  - 1月 - ポルトガル帆船のモニュメントを撤去。
  - 2月28日 - ドーム広場の改修が完成し完成セレモニーを開催[6]。
- 2018年（平成30年）3月30日 - Google ストリートビュー撮影用の自動車が歩行者専用のアーケード内を無許可走行。道路交通法（通行禁止）違反容疑で大分中央警察署の摘発を受けた[13][14]。